# Salvia dolichantha
Salvia dolichantha es una planta herbácea perennifolia de la familia de las lamiáceas. Es originaria de Sichuan provincia de China, donde crece a 3.700 m de altitud. 

## Descripción
Alcanza un tamaño de hasta 80 cm de altura, con flores de color púrpura que tienen aproximadamente 5 cm de largo. Las hojas son ovadas, cordadas a hastadas-ovadas, de 6,5 a 9 cm de largo y 5,5 a 9 cm de ancho.

## Taxonomía
Salvia dolichantha fue descrita por E.Peter y publicado en Acta Horti Gothoburgensis 9(6): 113–114. 1934.